# Schistura cataracta
Schistura cataracta és una espècie de peix de la família dels balitòrids i de l'ordre dels cipriniformes. que es troba a la conca del riu Mekong a Laos.
Els mascles poden assolir els 6,7 cm de longitud total. Les seues principals amenaces són la construcció de preses, la mineria d'or i la contaminació de l'aigua.